# 豊田乳業
豊田乳業株式会社（とよたにゅうぎょう）は、愛知県豊田市にある乳業メーカー。
豊田市内の小・中学校給食への製造や、パレマルシェやメグリアなどへのPBの製造も行っている。

## 沿革
- 1951年 - 挙母乳業株式会社設立
- 1961年 - 豊田乳業株式会社に社名変更
- 1967年 - 豊田市朝日町に新工場を建設、移転
- 1988年 - 新工場現住所に移転
- 2012年 - 民事再生法申請
- 2013年 - 「業務スーパー」を展開する神戸物産の子会社となる

## 主な商品
主に「業務スーパー」で販売する乳製品・菓子を製造・販売する。
デザートシリーズ（牛乳パック型容器入り）
- 水ようかん
- 杏仁豆腐
- レアチーズ
- カスタードプリン
- マンゴープリン
- オレンジゼリー
- コーヒーゼリー
- チョコババロア
- 巨峰ゼリー
- ほうじ茶ラテプリン
- パンナコッタ

マーガリン類
- なめらかママソフト（プレーン）
- なめらかママソフト（バター風味）